# Palazzo Barbaran da Porto
Der Palazzo Barbaran da Porto ist ein Stadtpalast in Vicenza, an der contrà Porti Nr. 11. Er ist nicht zu verwechseln mit dem Palazzo Iseppo Porto in unmittelbarer Nähe an derselben Straße Nr. 21, der oft als Palazzo Porto abgekürzt wird. Als Teil der Palladio-Villen im Veneto gehört er seit 1994 zum UNESCO-Weltkulturerbe.
Andrea Palladio entwarf den Palazzo 1569 für den vicentinischen Adligen Montano Barbarano; der Bau wurde zwischen 1570 und 1575 errichtet.
Im Palazzo befinden sich seit Oktober 2012 das Museo Palladio und das Centro Internazionale di Studi di Architettura Andrea Palladio (CISA).
Die zweigeteilten Fassade besteht aus übereinandergestellten Halbsäulen ionischer und korinthischer Ordnung. Im Mezzaningeschoss befinden sich in nur sechs Fensterachsen Reliefs, da der Palast im sechzehnten Jahrhundert um zwei Fensterachsen nach links erweitert wurde.